# Furcraea niquivilensis
Furcraea niquivilensis är en sparrisväxtart som beskrevs av Eizi Matuda och García-mend. Furcraea niquivilensis ingår i släktet Furcraea och familjen sparrisväxter. Inga underarter finns listade i Catalogue of Life.